# Leszczynowiec chiński

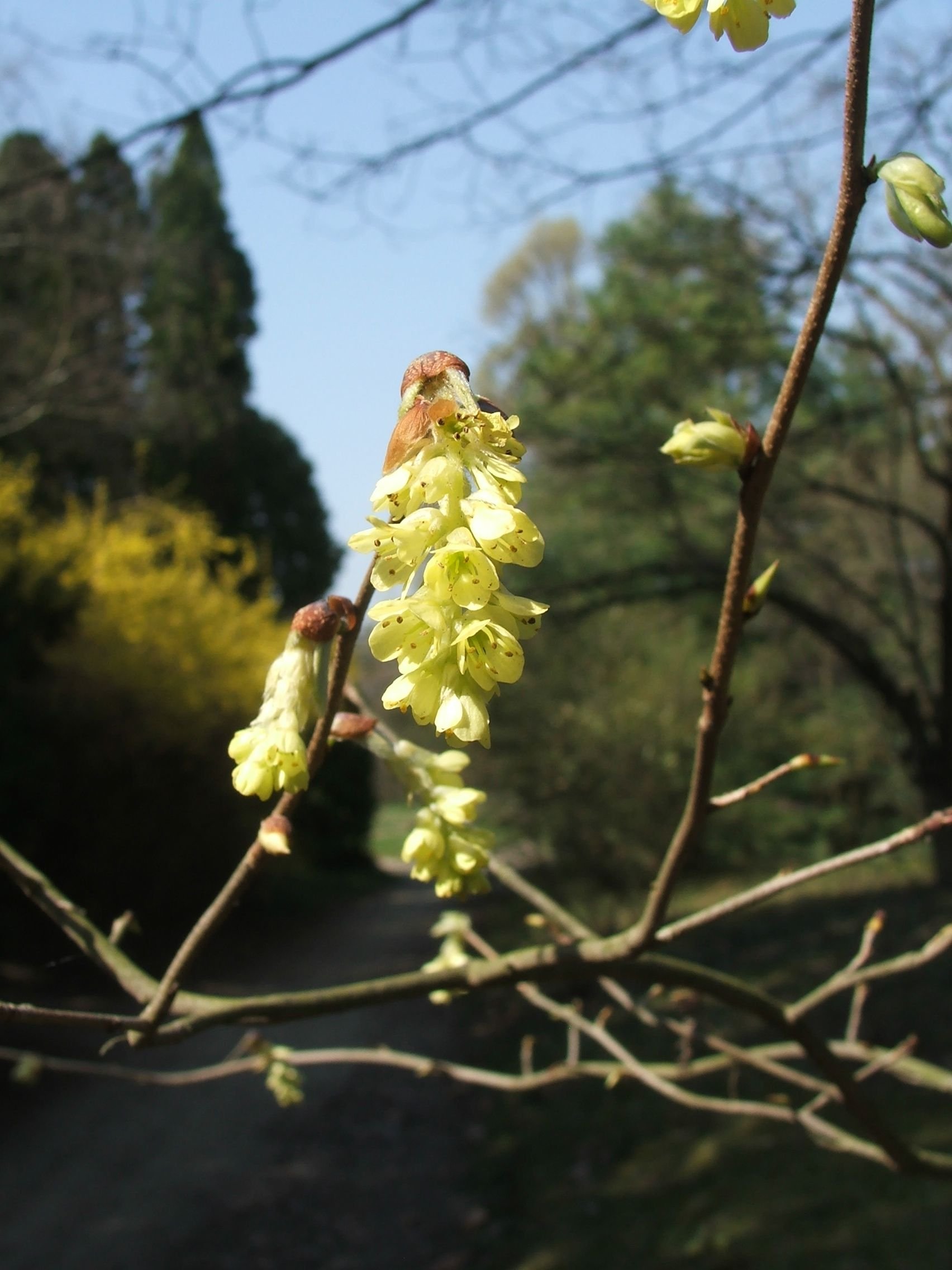
C. sinensis var. glandulifera

Leszczynowiec chiński (Corylopsis sinensis) – gatunek rośliny z rodziny oczarowatych. Pochodzi z Chin, w wielu krajach świata jest uprawiany jako roślina ozdobna.

## Morfologia
PokrójDekoracyjny, rozłożysty krzew liściasty zrzucający liście. W swojej ojczyźnie osiąga wysokość do 4 m i występuje nie tylko w formie krzewu, ale również drzewa. Uprawiany w Polsce osiąga wysokość do 2 m.
LiścieJajowate, o długości 3–7 cm, podobne do liści leszczyny. Są nagie od góry i krótko owłosione od spodu. Wyrastają na ogonku pokrytym gruczołkowatymi i niegruczołkowatymi włoskami. Pąki są zaostrzone i mają sinozielony kolor.
KwiatyJasnożółte, dzwonkowate, zebrane w kłosy na szczytach pędów. Podsadki wcześnie odpadają. Płatki korony okrągłe, szerokie, działki kielicha krótkie, nitki pręcików zielonkawe, pylniki żółte. Roślina miododajna, w kwiatach występuje po 6–20 rozdwojonych miodników. Kwitnie słabiej od leszczynowca skąpokwiatowego, ale ma dłuższe kwiatostany: mają one długość 5–7 cm i 6–20 (35) kwiatów. Okres kwitnienia od lutego do kwietnia, przed rozwojem liści. Kwiaty podczas kwitnienia silnie pachną.

## Systematyka i zmienność
Występuje w dwóch odmianach: 
- C. sinensis var. calvescens
- C. sinensis var. sinensis

Synonimy:
- Corylopsis glandulifera var. hypoglauca (W. C. Cheng) Hung T. Chang = Corylopsis sinensis var. calvescens
- Corylopsis hypoglauca W. C. Cheng = Corylopsis sinensis var. calvescens
- Corylopsis platypetala var. levis Rehder & E. H. Wilson = Corylopsis sinensis var. calvescens
- Corylopsis willmottiae Rehder & E. H. Wilson = Corylopsis sinensis var. sinensis

## Zastosowanie
Jest czasami uprawiany jako roślina ozdobna, W Polsce rzadko, głównie w ogrodach botanicznych. Uważany jest za jednego z bardziej dekoracyjnych leszczynowców. Nie jest całkowicie odporny na mróz (wytrzymuje do –23 °C), wiosną czasami przemarzają mu młode pędy, dlatego też należy go sadzić w miejscach osłoniętych.